# Mladen Muše
Mladen Muše (Bjelovar, 20. siječnja 1963.), hrvatski i njemački šahist, velemajstor
Nastupao je za Njemačku do 2006. godine, kada je počeo nastupati za Hrvatsku. Godine 1982. u Dortmundu osvojio je brončanu medalju na juniorskom prvenstvu Savezne Republike Njemačke do 20 godina. Godine 1985., 1987. i 1989. tri puta je osvajao naslov prvaka Berlina. Nekoliko puta se natjecao u finalu pojedinačnog prvenstva Njemačke, a najveći uspjeh ostvario je 1991. u Bad Neuenahru, gdje je zauzeo četvrto mjesto (iza Vlastimila Horta, Jörga Hickla i Wolfganga Uhlmanna). Godine 1999. osvojio je titulu državnog prvaka u blitz šahu. Najviši plasman u karijeri postigao je 1. srpnja 2000. godine s ocjenom 2510 bodova.

## Vanjske poveznice
- chessgames.com Engl.